# Шихирдановский район
Шихирдановский район – татарская национальная административно-территориальная единица в составе Чувашской АССР, существовавшая с 1929 по 1939 год.

## Состав
В его состав вошли 22 татарских селения, выделенные из:
- Большебатыревского района – Байметево, Долгий Остров, Ивашкино, Кайнлык, Кзыл-Камыш, Кзыл-Чишма, Малые Шихирданы, Новые Чепкасы, Полевые Бикшики, Татарские Ишаки, Татарские Сугуты, Татарские Тимяши, Татарские Шуруты, Токаево, Урмаево, Шихирданы;
- Ибресинского района – Второе Альбус-Сюрбеево, Чичканы;
- Малояльчиковского района – Ишмурзино-Суринск, Новые Бикшики;
- Шемуршинского района – Байдеряково, часть татарская; Трёхбалтаево, часть татарская. Таким образом, из селений со смешанным татарско-чувашским населением в район были выделены татарские части.

Район состоял из 11 отдельных территорий, не имевших между собой смежных границ.

## История
Была образована по национальному признаку постановлением Президиума ЦИК Чувашской АССР от 26 августа 1929. Постановление об образовании района было проведено в жизнь с 1 октября 1929, не дожидаясь утверждения Президиумом ВЦИК, который 13 декабря 1929 отклонил постановление Президиума ЦИК Чувашской АССР о создании района ввиду создаваемой чересполосицы.
Однако поставленный перед свершившимся фактом и для сохранения национального характера района 20 сентября 1930 Президиум ВЦИК утвердил образование района. На 1 октября 1929 район насчитывал 3726 хозяйств, 18679 жителей (98% татары).
Бюро Чувашского обкома ВКП(б) 7–8 января 1939 постановило изменить административно-территориальную границу района путём передачи в этот район сельсоветов Батыревского района, расположенных близко к селу Шихирданы, и создать компактный район с удобным территориальным расположением; переименовать село Шихирданы в село Чкаловское и район в Чкаловский район.
Указом Президиума Верховного Совета РСФСР от 22 февраля 1939 «Об изменении границ и новом административно-территориальном составе Батыревского и Шихирдановского районов Чувашской АССР» названные районы ликвидированы, на их базе образованы Комсомольский и Чкаловский районы. Татарские селения бывшего Шихирановского оказались в составе Чкаловского, Комсомольского, Яльчикского и Шемуршининского районов. Район перестал существовать.